# Вос, Ингмар
Ингмар Вос (нидерл. Ingmar Vos; род. 28 мая 1986, Роттердам, Южная Голландия) — нидерландский легкоатлет, специалист по многоборьям. Выступал за сборную Нидерландов по лёгкой атлетике в 2005—2014 годах, дважды серебряный призёр Кубка Европы в командном зачёте, победитель и призёр первенств национального значения, участник летних Олимпийских игр в Лондоне.

## Биография
Ингмар Вос родился 28 мая 1986 года в Роттердаме.
Начиная с 2003 года успешно выступал на различных юниорских соревнованиях национального уровня.
Впервые заявил о себе на международной арене в сезоне 2005 года, когда вошёл в состав нидерландской национальной сборной и выступил на юниорском европейском первенстве в Каунасе, где закрыл десятку сильнейших.
В 2007 году стал восьмым в десятиборье на молодёжном европейском первенстве в Дебрецене.
В 2008 году на домашнем Кубке Европы по легкоатлетическим многоборьям в Хенгело показал седьмой результат в личном зачёте и помог своим соотечественникам выиграть серебряные медали командного зачёта.
В 2009 году занял 13-е место на международных соревнованиях Hypo-Meeting в Австрии, был двадцатым на чемпионате мира в Берлине.
В 2010 году занял 15-е место на Hypo-Meeting и 11-е место на чемпионате Европы в Барселоне.
В 2011 году стал пятым в семиборье на чемпионате Европы в помещении в Париже, стартовал в десятиборье на чемпионате мира в Тэгу — здесь без результата досрочно завершил выступление.
На Hypo-Meeting 2012 года установил личный рекорд в десятиборье — 8224 очка. Благодаря череде удачных выступлений удостоился права защищать честь страны на летних Олимпийских играх в Лондоне — набрал в сумме всех дисциплин десятиборья 7805 очков, расположившись в итоговом протоколе соревнований на 21-й строке.
После лондонской Олимпиады Вос ещё в течение некоторого времени оставался в составе легкоатлетической команды Нидерландов и продолжал принимать участие в крупнейших международных стартах. Так, в 2013 году он отметился выступлением на чемпионате мира в Москве, но финишировать здесь не смог.
В 2014 году на Кубке Европы в Торуне выиграл бронзовую и серебряную медали в личном и командном зачётах соответственно.
17 июня 2017 года объявил о завершении спортивной карьеры.